# Mirage Enterprises
Mirage Enterprises is een voormalige Amerikaanse filmproductiemaatschappij, opgericht in 1985 door regisseur en producent Sydney Pollack.

## Geschiedenis
Sydney Pollack is vooral bekend als regisseur maar trad af en toe ook op als acteur. Hij startte in de jaren zeventig met het produceren van zijn eigen films en begon vervolgens ook projecten voor andere regisseurs te produceren. Hij richtte zijn productiebedrijf Mirage Enterprises op in 1985, vlak voor de release van Out of Africa. Pollack, die piloot was, vernoemde het bedrijf naar een vliegtuig. In 2001 stapte regisseur Anthony Minghella mee in het bedrijf als partner.
Onder de films die Mirage produceerde, bevonden zich The Fabulous Baker Boys (1989), Sense and Sensibility (1995), Sliding Doors (1998), The Talented Mr. Ripley (1999), Iris (2001) en Cold Mountain (2003).